# Natalie Jaresko
Natalie Ann Jaresko, née le 24 avril 1965 à Chicago (Illinois, États-Unis), est une femme politique ukrainienne de nationalité ukraino-américaine,. Elle est ministre des Finances de l'Ukraine entre le 2 décembre 2014 et le 14 avril 2016, au sein du gouvernement Iatseniouk II.

## Biographie
Diplômée de l'université Harvard et de l'université de Chicago, elle a occupé divers postes au département d'État des États-Unis, le dernier étant chef de la section économique de l’ambassade des États-Unis en Ukraine. Elle est cofondatrice et directrice générale du fonds d’investissement Horizon Capital.
En contradiction avec le discours tenu en 2014 par le gouvernement ukrainien assurant qu'il ne ferait pas défaut sur sa dette souveraine, dès février 2015, Natalie Jaresko, annonce que le gouvernement a engagé des discussions avec ses créditeurs afin de restructurer les paiements de sa dette et obtenir l'effacement d'une partie de celle-ci. Ses propositions sont refusées par le premier créancier privé du pays, la société de placement américaine Franklin Templeton, ainsi que la Russie qui détient un eurobond de 3 milliards de dollars arrivant à maturité en décembre 2015. L'échec des négociations pourrait menacer le versement des autres tranches de l'aide de 17,5 milliards de dollars octroyés par le Fonds monétaire international (FMI). 
Le 14 avril 2016, Oleksandr Danyliouk lui succède au poste de ministre des Finances.

### Nationalité
Jaresko a vécu en Ukraine de 1992 à 2000 et est revenue en 2004. Elle a obtenu la nationalité ukrainienne le 2 décembre 2014, jour de sa nomination au poste de ministre des Finances de l'Ukraine. Elle reste citoyenne américaine. Bien que les États-Unis n'interdisent pas la double nationalité,  La loi ukrainienne stipule qu'elle devrait renoncer à sa (ses) citoyenneté(s) non ukrainienne(s) dans un délai de deux ans.